# ماجدا تيريزا وجسيك
ماجدا تيريزا وجسيك (بالبولندية: Magda Teresa Wójcik)‏ (و. 1934 – 2011 م) هي ممثلة، ومخرجة مسرحية بولندية، ولدت في فيلنيوس، توفيت عن عمر يناهز 77 عاماً.

## التعليم
تعلمت في جامعة ودج التقنية
.

## جوائز
حصلت على جوائز منها:

Meritorious Activist of Culture ‏

## وصلات خارجية
- ماجدا تيريزا وجسيك على موقع IMDb (الإنجليزية)
- ماجدا تيريزا وجسيك على موقع ألو سيني (الفرنسية)
- ماجدا تيريزا وجسيك على موقع أول موفي (الإنجليزية)
- ماجدا تيريزا وجسيك على موقع قاعدة بيانات الأفلام السويدية (السويدية)
- ماجدا تيريزا وجسيك على موقع قاعدة بيانات الفيلم (الإنجليزية)
- ماجدا تيريزا وجسيك على موقع كينوبويسك (الروسية)